# Burmistrzowie Cieszyna

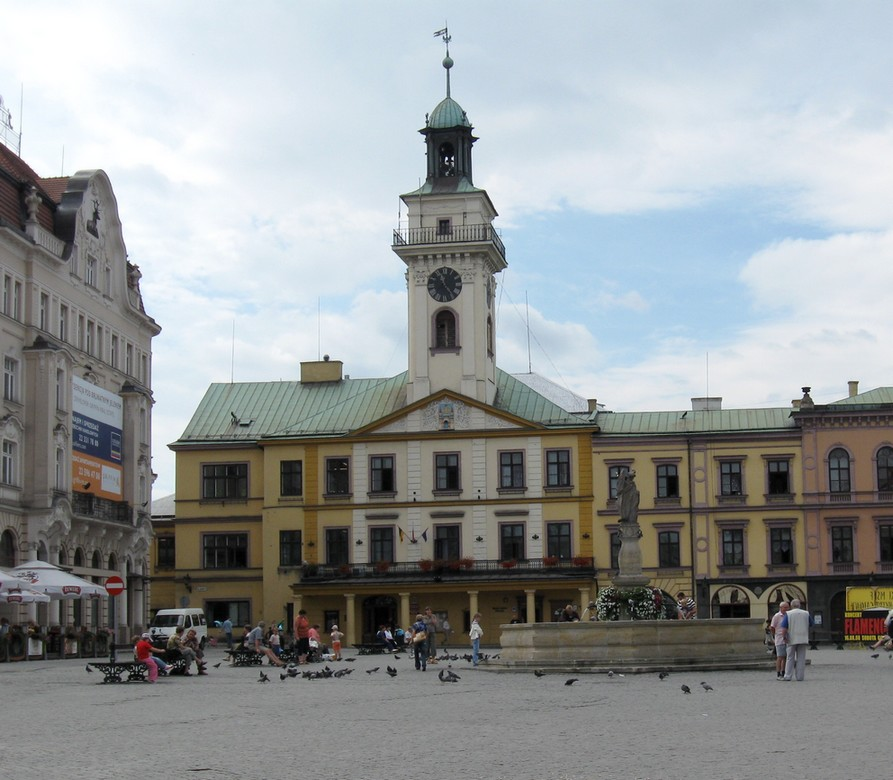
Ratusz w Cieszynie – siedziba burmistrza

Pierwsza wzmianka o burmistrzu Cieszyna pochodzi z 1387 roku. Przewodniczył obradom rady miejskiej. Do XVI wieku nie otrzymywał za pełnienie tej funkcji żadnych poborów. Gdy na początku XVII wieku wprowadzono urząd prymatora, pozycja burmistrza uległa osłabieniu. Nie zmienił tej sytuacji fakt likwidacji urzędu prymatora w 1712 roku. Dopiero po 1848 roku burmistrz jako przedstawiciel lokalnego samorządu zaczął odgrywać ważniejszą rolę.
W latach 1945–1990 urząd burmistrza Cieszyna nie istniał. Jednak prezydent miasta z lat 1945–1950, przewodniczący Miejskiej Rady Narodowej z lat 1950–1973 oraz Naczelnicy Miasta z lat 1973–1990 występują w literaturze przedmiotu na listach cieszyńskich burmistrzów ze względu na zbliżone kompetencje. Stanowisko burmistrza przywrócone zostało ponownie w 1990 roku.

## Za panowania Piastów (1387–1653)
Urząd burmistrza pojawił się w Cieszynie w drugiej połowie XIV wieku. Jeszcze w 1361 roku w dokumentach pojawia się Piotr, wójt Cieszyna. W 1364 roku Cieszyn przeszedł na prawo magdeburskie, czego efektem było wykształcenie się organów samorządowych (w tym m.in. urzędu burmistrza). Pierwszym znanym burmistrzem był Mikołaj Giseler, figurujący na dokumencie z 1387 roku. Dokument ten jednak nie zachował się nawet w regestrze. Pierwszym potwierdzonym źródłowo burmistrzem Cieszyna jest Mikołaj Kecherle, piastujący swój urząd w 1481 roku.
Burmistrz przewodniczył obradom rady miasta – oprócz niego brali w nich udział rajcy (w Cieszynie było ich czterech), ławnicy i pisarz miejski. Z reguły burmistrzem zostawał kupiec lub rzemieślnik, będący obywatelem danego miasta, dodatkowo legitymującym się prawym pochodzeniem. Do końca XVI wieku burmistrz z racji sprawowanej funkcji nie otrzymywał żadnych poborów. Otrzymywali jednak pewne przywileje finansowe – w 1513 roku książę Kazimierz II uwolnił burmistrza i radców od wszelkich danin na rzecz miasta, szosu, strażowego i innych powinności; mieli płacić tylko podatki królewskie i książęce. Książę Wacław III Adam wyznaczył im wynagrodzenie. Za panowania tego księcia po raz pierwszy burmistrz Cieszyna został podniesiony do stanu szlacheckiego – był nim Andrzej Kecherle. Na przełomie XVI i XVII wieku czterech burmistrzów pochodziło z rodziny Franczków – Jakub (1555, 1556–1557, 1564–1565, 1568–1569), Jakub młodszy (1582–1584), Mikołaj (1598, 1603–1607) i Wacław (1599). Był to jedyny przypadek w dziejach miasta, by aż tylu burmistrzów należało do jednej rodziny.
Upadek urzędu burmistrza datuje się na początek XVII wieku. Za panowania księcia Adama Wacława pojawił się urząd prymatora, który z ramienia władz państwowych sprawował funkcję kontrolną nad samorządem i stał wyżej od burmistrza. Nieraz prymatorami zostawali dawni burmistrzowie. W drugiej połowie XVII wieku inwokacja w księgach sądowych brzmiała Prymator, burmistrz i rada miasta Cieszyna (zamiast wcześniejszej wersji – My burmistrz i rada miasta Cieszyna).

## Za panowania Habsburgów (1653–1918)

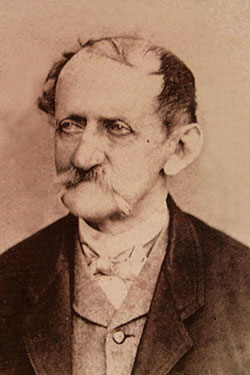
Ludwik Klucki, burmistrz Cieszyna w latach 1850–1861

W 1653 roku po śmierci księżnej Elżbiety Lukrecji rządy w Księstwie Cieszyńskim objęli Habsburgowie. Przedstawiciele tej dynastii konsekwentnie dążyli do osłabienia samorządności w swoim państwie. Wprawdzie dwaj pierwsi burmistrzowie z czasów panowania Habsburgów – Andrzej Wildau i Wacław Pohledeczky zostali podniesieni do stanu szlacheckiego, lecz ogólnie następował spadek znaczenia piastowanego przez nich urzędu. Dodatkowo dochodziło do sporów między burmistrzem a prymatorem.

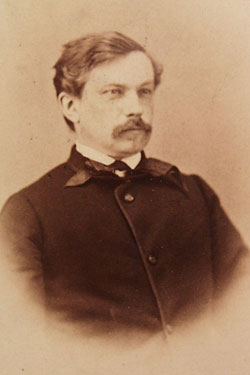
Jan Demel von Elswehr, burmistrz Cieszyna w latach 1861–1875 i 1876–1892

Ten ostatni otrzymał cesarską instrukcję, że przy głosowaniu ma stosować się do większości; wyjątek mógł uczynić jedynie w nadzwyczajnych wypadkach. Zakazano mu dodatkowo podejmowania jakichkolwiek decyzji na własną rękę bez zgody burmistrza i radców. Rada miasta Cieszyna prosiła o zniesienie urzędu prymatora, co nastąpiło w 1712 roku. W tym czasie pensja burmistrza wynosiła 120 florenów (według budżetu z 1680 roku). Spośród cieszyńskich burmistrzów z XVIII wieku najbardziej znanym był Leopold Innocenty Nepomucen Polzer, prawnik i historyk amator.
Od 1813 roku burmistrz otrzymywał pensję w wysokości 800 florenów, jednak nakazano obsadzać ten urząd prawnikami. W latach 1814–1848 burmistrzem był Alojzy Kaufmann; był nim przez 34 lata i jest to najdłuższa potwierdzona kadencja w dziejach miasta. Rola burmistrza wzrosła po reformach przeprowadzonych po Wiośnie Ludów, gdy przywrócono pełny samorząd miejski. W efekcie w latach 1850–1861 burmistrzem był cieszący się dużą popularnością prawnik Ludwik Klucki, znany z polonofilskiej postawy.
Po 1859 roku, czyli w okresie konstytucyjnym w monarchii Habsburgów, kadencja rady miejskiej trwała trzy lata; rada miejska wybierała zarząd na czele z burmistrzem.

## Po 1918 roku
W latach 1920–1922 władzę w mieście sprawował komisarz miasta: pierwszym był Józef Duda (1920–1922), drugim Jan Michejda (1922). W 1922 roku przywrócono urząd burmistrza.
Od 1 września do października 1939 roku zarządem miasta kierował kominiarz Artur Gabrisch, później – aż do końca hitlerowskiej okupacji burmistrzem był urzędnik przysłany z Niemiec – Wilhelm Koperberg.
5 maja 1945 roku przywrócono w Cieszynie polską administrację, jednak w Polskiej Rzeczypospolitej Ludowej zlikwidowano urząd burmistrza. W latach 1945–1950 władza znajdowała się w ręku Prezydenta, w latach 1950–1973 przewodniczących Miejskiej Rady Narodowej, a od 1973 do 1990 roku – Naczelnika Miasta. Urząd burmistrza ponownie zaczął funkcjonować w 1990 roku.

## Lista burmistrzów Cieszyna

### Burmistrzowie do 1920 roku
| Lp. | Imię i nazwisko                                  | Daty sprawowania urzędu | Informacje dodatkowe                                                                                     |
| --- | ------------------------------------------------ | ----------------------- | --- |
| 1   | Mikołaj Giseler                                  | 1387                    | Niepotwierdzony źródłowo, znany jedynie literaturze.                                                     |
| 2   | Jan Dirsno                                       | 1416                    | Niepotwierdzony źródłowo, znany jedynie literaturze.                                                     |
| 3   | Mikołaj Brewer                                   | 1419                    | Niepotwierdzony źródłowo, znany jedynie literaturze.                                                     |
| 4   | Mateusz Banaris                                  | 1420                    | Niepotwierdzony źródłowo, znany jedynie literaturze. Przypuszcza się, że mógł być łaziebnikiem.          |
| 5   | Bleichar                                         | 1440                    | Niepotwierdzony źródłowo, znany jedynie literaturze.                                                     |
| 6   | Mikny                                            | 1450                    | Niepotwierdzony źródłowo, znany jedynie literaturze. W dokumentach pojawia się w 1440 roku jako rzeźnik. |
| 7   | Mikołaj Kecherle                                 | 1468                    | Niepotwierdzony źródłowo, znany jedynie literaturze. Po raz pierwszy.                                    |
| 8   | Piotr Kawalec                                    | 1480                    | Niepotwierdzony źródłowo, znany jedynie literaturze.                                                     |
| 9   | Mikołaj Kecherle                                 | 1481                    | Po raz drugi.                                                                                            |
| 10  | Mikołaj Kecherle                                 | 1483                    | Po raz trzeci.                                                                                           |
| 11  | Łukasz Fleischer (Łukasz Rzeźnik)                | 1485                    | Niepotwierdzony źródłowo, znany jedynie literaturze.                                                     |
| 12  | Marcin Schneider (Marcin Krawiec)                | 1488                    | Niepotwierdzony źródłowo, znany jedynie literaturze. Po raz pierwszy.                                    |
| 13  | Mathes Fuhrmann (Mateusz Furman, Maciej Woźnica) | 1491                    | Niepotwierdzony źródłowo, znany jedynie literaturze. Po raz pierwszy.                                    |
| 14  | Marcin Schneider (Marcin Krawiec)                | 1496                    | Nieznany starszej literaturze. Po raz drugi.                                                             |
| 15  | Mikołaj Schneider (Mikołaj Krawiec)              | 1499                    | Niepotwierdzony źródłowo, znany jedynie literaturze. Po raz pierwszy.                                    |
| 16  | Jan Czech                                        | 1501–1502               | Po raz pierwszy.                                                                                         |
| 17  | Mateusz Furman                                   | 1503                    | Nieznany w starszej literaturze. Po raz drugi.                                                           |
| 18  | Fabian                                           | 1504                    | Niepotwierdzony źródłowo, znany jedynie literaturze.                                                     |
| 19  | Mikołaj Krawiec                                  | 1506                    | Nieznany w starszej literaturze. Po raz drugi.                                                           |
| 20  | Łukasz Grindler                                  | 1507                    | Niepotwierdzony źródłowo, znany jedynie literaturze.                                                     |
| 21  | Stefan Czandczer                                 | 1508–1509               | Po raz pierwszy.                                                                                         |
| 22  | Jan Czech                                        | 1509                    | Nieznany w starszej literaturze. Po raz drugi.                                                           |
| 23  | Stefan Czandczer                                 | 1510–1511               | Po raz drugi.                                                                                            |
| 24  | Stefan Złotnik                                   | 1511–1512               | Po raz pierwszy                                                                                          |
| 25  | Stefan Czandczer                                 | 1512 lub 1513           | Po raz trzeci.                                                                                           |
| 26  | Stefan Złotnik                                   | 1513 lub 1512           | Po raz drugi.                                                                                            |
| 27  | Stefan Czandczer                                 | 1514–1515               | Nieznany w starszej literaturze. Po raz czwarty.                                                         |
| 28  | Marcin Solihrat (Solichracht, Solichrach)        | 1515                    | Po raz pierwszy                                                                                          |
| 29  | Stefan Złotnik                                   | 1516                    | Po raz trzeci.                                                                                           |
| 30  | Andrysek                                         | 1517                    | Niepotwierdzony źródłowo, znany jedynie literaturze. Po raz pierwszy.                                    |
| 31  | Marcin Solihrat (Solichracht, Solichrach)        | 1519                    | Po raz drugi.                                                                                            |
| 32  | Wawrzyniec Sukiennik                             | 1521                    | Niepotwierdzony źródłowo, znany jedynie literaturze. Po raz pierwszy.                                    |
| 33  | Maciej Hanek                                     | 1524                    | Niepotwierdzony źródłowo, znany jedynie literaturze.                                                     |
| 34  | Marcin Solihrat (Solichracht, Solichrach)        | 1526                    | Po raz trzeci.                                                                                           |
| 35  | Maciej Rzeźnik                                   | 1527                    | Jego imię odczytywano także jako Mateusz. Po raz pierwszy.                                               |
| 36  | Wawrzyniec Piekarz                               | 1528                    | |
| 37  | Maciej Rzeźnik                                   | 1529                    | Nieznany w starszej literaturze. Po raz drugi                                                            |
| 38  | Stefan Złotnik                                   | 1530                    | Po raz czwarty.                                                                                          |
| 39  | Andrysek                                         | 1530–1531               | Po raz drugi.                                                                                            |
| 40  | Maciej Rzeźnik                                   | 1532–1533               | Nieznany w starszej literaturze. Po raz trzeci.                                                          |
| 41  | Marcin Solihrat (Solichracht, Solichrach)        | 1534                    | Niepotwierdzony źródłowo, znany jedynie literaturze. Po raz czwarty.                                     |
| 42  | Andrysek                                         | 1535                    | Nieznany w starszej literaturze. Po raz trzeci.                                                          |
| 43  | Stefan Złotnik                                   | 1536                    | Niepotwierdzony źródłowo, znany jedynie literaturze. Po raz piąty.                                       |
| 44  | Maciej Rzeźnik                                   | 1537                    | Nieznany w starszej literaturze. Po raz czwarty.                                                         |
| 45  | Wawrzyniec Sukiennik                             | 1538                    | Nieznany w starszej literaturze. Po raz drugi.                                                           |
| 46  | Andrzej Kecherle                                 | 1539–1540 lub 1539–1541 | Pierwszy nobilitowany burmistrz Cieszyna. Po raz pierwszy.                                               |
| 47  | Klimek Krawiec                                   | 1542                    | Niepotwierdzony źródłowo, znany jedynie literaturze.                                                     |
| 48  | Jan Złotnik                                      | 1543                    | Niepotwierdzony źródłowo, znany jedynie literaturze. Pasierb Stefana Złotnika.                           |
| 49  | Andrzej Kecherle                                 | 1544–1545               | Nieznany w starszej literaturze. Po raz drugi.                                                           |
| 50  | Piotr Netopirz                                   | 1546                    | Niepotwierdzony źródłowo, znany jedynie literaturze. Po raz pierwszy.                                    |
| 51  | Maciej Krawiec                                   | 1547                    | Niepotwierdzony źródłowo, znany jedynie literaturze. Po raz pierwszy.                                    |
| 52  | Jan Weyssek                                      | 1548                    | Niepotwierdzony źródłowo, znany jedynie literaturze.                                                     |
| 53  | Maciej Krawiec                                   | 1549                    | Nieznany w starszej literaturze. Po raz drugi.                                                           |
| 54  | Klimek, czyli Jakub Kolbasa                      | 1550                    | Niepotwierdzony źródłowo, znany jedynie literaturze.                                                     |
| 55  | Piotr Netopirz                                   | 1551–1552               | Nieznany w starszej literaturze. Po raz drugi.                                                           |
| 56  | Maciej Spassowski                                | 1553                    | Niepotwierdzony źródłowo, znany jedynie literaturze.                                                     |
| 57  | Franciszek Tiessky                               | 1554                    | Niepotwierdzony źródłowo, znany jedynie literaturze. Po raz pierwszy.                                    |
| 58  | Jakub Franczek                                   | 1555                    | Niepotwierdzony źródłowo, znany jedynie literaturze. Po raz pierwszy.                                    |
| 59  | Mateusz vel Maciej Krawiec                       | 1556                    | Po raz pierwszy.                                                                                         |
| 60  | Piotr Netopirz                                   | 1556 lub 1556–1557      | Po raz trzeci.                                                                                           |
| 61  | Jakub Franczek                                   | 1556–1557               | Po raz drugi.                                                                                            |
| 62  | Mateusz vel Maciej Krawiec                       | 1558–1559               | Po raz drugi.                                                                                            |
| 63  | Franciszek Tiessky                               | 1559–1561               | Po raz drugi.                                                                                            |
| 64  | Melchior Chudoba                                 | 1561–1562               | Po raz pierwszy.                                                                                         |
| 65  | Franciszek Tiessky                               | 1562–1563               | Nieznany w starszej literaturze. Po raz trzeci.                                                          |
| 66  | Melchior Chudoba                                 | 1563–1564               | Po raz drugi.                                                                                            |
| 67  | Jakub Franczek                                   | 1564–1565               | Po raz trzeci.                                                                                           |
| 68  | Piotr Szubart (Piotr Piekarz).                   | 1565-1566               | |
| 69  | Wacław Komutre                                   | 1566–1568               | |
| 70  | Jakub Franczek                                   | 1568–1569               | Po raz czwarty.                                                                                          |
| 71  | Wawrzyniec Herczok                               | 1571                    | |
| 72  | Jan Delong                                       | 1576                    | |
| 73  | Marcin Wintergrun                                | 1577–1578               | Po raz pierwszy.                                                                                         |
| 74  | Piotr Szorpa                                     | 1578 lub 1579           | |
| 75  | Marcin Wintergrun                                | 1580                    | Po raz drugi.                                                                                            |
| 76  | Jakub Franczek młodszy                           | 1582–1584               | |
| 77  | Maciej Subor                                     | 1585                    | |
| 78  | Piotr Szopa                                      | 1588–1589               | Nieznany w starszej literaturze.                                                                         |
| 79  | Klaudiusz Strauss                                | 1590–1591               | Po raz pierwszy                                                                                          |
| 80  | Maciej Reis                                      | 1592                    | Po raz pierwszy.                                                                                         |
| 81  | Maciej Szubart                                   | 1594                    | |
| 82  | Maciej Reis                                      | 1595–1596               | Po raz drugi.                                                                                            |
| 83  | Klaudiusz Strauss                                | 1597–1598               | Po raz drugi.                                                                                            |
| 84  | Mikołaj Franczek                                 | 1598                    | Po raz pierwszy.                                                                                         |
| 85  | Wacław Franczek                                  | 1599                    | Nieznany w starszej literaturze.                                                                         |
| 86  | Jerzy Penkala                                    | 1600–1601               | |
| 87  | Andrzej Zyrowy (Zwawy)                           | 1601–1603               | |
| 88  | Mikołaj Franczek                                 | 1603–1607               | Po raz drugi.                                                                                            |
| 89  | Maciej Schubart                                  | 1607                    | |
| 90  | Tomasz Scholcz                                   | 1608                    | Nieznany w starszej literaturze. Po raz pierwszy.                                                        |
| 91  | Tomasz Scholcz                                   | 1612–1613               | Po raz drugi.                                                                                            |
| 92  | Maciej Reis                                      | 1613                    | Po raz trzeci.                                                                                           |
| 93  | Jan Dubrawski                                    | 1614                    | |
| 94  | Maciej Jakel                                     | 1618–1625               | Po raz pierwszy.                                                                                         |
| 95  | Marcin Ondrzejski                                | 1625                    | |
| 96  | Maciej Jakel                                     | 1627                    | Po raz drugi.                                                                                            |
| 97  | Fryderyk Reis                                    | 1629–1636               | |
| 98  | Antoni Larquandt (de Lanqvard)                   | 1638 i 1641             | Pominięty w najnowszym zestawieniu burmistrzów Cieszyna.                                                 |
| 99  | Michał Werner                                    | 1638                    | Po raz pierwszy.                                                                                         |
| 100 | Sebald Bleicher                                  | 1639                    | |
| 101 | Michał Werner                                    | 1640–1641               | Po raz drugi.                                                                                            |
| 102 | Jan Krauze                                       | 1642–1644               | Nieznany w starszej literaturze. Po raz pierwszy.                                                        |
| 103 | Jan Czerwonka                                    | 1648–1650               | Nieznany w starszej literaturze.                                                                         |
| 104 | Jan Krauze                                       | 1648–1650               | Po raz drugi.                                                                                            |
| 105 | Andrzej Wildau                                   | 1651–1654               | Drugi burmistrz Cieszyna podniesiony do stanu szlacheckiego. Po raz pierwszy.                            |
| 106 | Wacław Pohledeczky                               | 1655–1670               | Trzeci burmistrz Cieszyna podniesiony do stanu szlacheckiego.                                            |
| 107 | Jan Jerzy Roth                                   | 1672                    | Nieznany w starszej literaturze.                                                                         |
| 108 | Jan Jerzy Heymann                                | 1686–1689               | |
| 109 | Jakub Ambroży Angelek                            | 1690                    | |
| 110 | Krzysztof Kampf                                  | 1696                    | |
| 111 | Gotfryd Ernest Frey                              | 1707–1720               | |
| 112 | Jan Jerzy Clemens                                | 1721–1727               | |
| 113 | Henryk de Rudolphi                               | 1727–1730               | Po raz pierwszy.                                                                                         |
| 114 | Ferdynand Leopold Peter                          | 1730                    | |
| 115 | Henryk de Rudolphi                               | 1731–1734               | Po raz drugi.                                                                                            |
| 116 | Leopold Innocenty Nepomucen Polzer               | 1735–1750               | |
| 117 | Franciszek Bilowitzky                            | 1750-1761               | |
| 118 | Jan Ignacy Sarkander                             | 1762–1775               | |
| 119 | Franciszek Kaliwoda                              | 1775                    | Po raz pierwszy.                                                                                         |
| 120 | Józef Weber                                      | 1776–1777               | Po raz pierwszy.                                                                                         |
| 121 | Franciszek Kaliwoda                              | 1778                    | Po raz drugi.                                                                                            |
| 122 | Józef Weber                                      | 1778–1787               | Po raz drugi.                                                                                            |
| 123 | Maksymilian Bilowitzky                           | 1787–1791               | |
| 124 | Józef Metz                                       | 1792                    | |
| 125 | Jan Klein                                        | 1793–1797               | |
| 126 | Jan Schalata                                     | 1797-1808               | |
| 127 | Franciszek Warlinger                             | 1808–1814               | |
| 128 | Alojzy Kaufmann                                  | 1814–1847               | Pełnił swój urząd najdłużej ze wszystkich burmistrzów Cieszyna.                                          |
| 129 | Franciszek Rothleuther                           | 1848–1849               | |
| 130 | Ludwik Klucki                                    | 1850–1861               | |
| 131 | Johann Demel von Elswehr                         | 1861–1875               | Czwarty burmistrz Cieszyna podniesiony do stanu szlacheckiego. Po raz pierwszy.                          |
| 132 | Jakub Skrobanek                                  | 1875–1876               | |
| 133 | Johann Demel von Elswehr                         | 1876–1892               | Po raz drugi                                                                                             |
| 134 | Leonard Demel von Elswehr                        | 1892–1908               | Syn poprzedniego. Po raz pierwszy.                                                                       |
| 135 | Rudolf Bukowski                                  | 1908–1913               | |
| 136 | Leonard Demel von Elswehr                        | 1913–1915               | Po raz drugi.                                                                                            |
| 137 | Alojzy Gamroth                                   | 1916–1920               | |

### Komisarze miasta
| Lp. | Imię i nazwisko | Daty sprawowania urzędu | Informacje dodatkowe                      |
| --- | --------------- | ----------------------- | ----------------------------------------- |
| 138 | Józef Duda      | 1920–1922               |                                           |
| 139 | Jan Michejda    | 1922                    | Po raz pierwszy (później jako burmistrz). |

### Burmistrzowie w latach 1922–1945
| Lp. | Imię i nazwisko    | Daty sprawowania urzędu | Informacje dodatkowe                     |
| --- | ------------------ | ----------------------- | ---------------------------------------- |
| 140 | Jan Michejda       | 1922–1927               | Po raz drugi (poprzednio jako komisarz). |
| 141 | Józef Londzin      | 1927–1929               |                                          |
| 142 | Władysław Michejda | 1929–1937               | Bratanek Jana.                           |
| 143 | Rudolf Halfar      | 1937–1939               |                                          |
| 144 | Artur Gabrisch     | 1939                    |                                          |
| 145 | Wilhelm Koperberg  | 1939–1945               |                                          |

### Prezydent w latach 1945–1950
| Lp. | Imię i nazwisko | Daty sprawowania urzędu | Informacje dodatkowe                           |
| --- | --------------- | ----------------------- | ---------------------------------------------- |
| 146 | Jan Smotrycki   | 1945–1950               | Pierwszy i zarazem ostatni prezydent Cieszyna. |

### Przewodniczący Miejskiej Rady Narodowej
| Lp. | Imię i nazwisko   | Daty sprawowania urzędu | Informacje dodatkowe                             |
| --- | ----------------- | ----------------------- | ------------------------------------------------ |
| 147 | Wincenty Zając    | 1950–1953               | Po raz pierwszy.                                 |
| 148 | Józef Nowak       | 1953–1956               |                                                  |
| 149 | Jan Foltyn        | 1956–1958               |                                                  |
| 150 | Karol Zielonka    | 1958–1962               |                                                  |
| 151 | Wincenty Zając    | 1962–1963               | Po raz drugi.                                    |
| 152 | Boguchwał Mitręga | 1963–1967               |                                                  |
| 153 | Jan Kulig         | 1967–1973               | Po raz pierwszy (później jako Naczelnik Miasta). |

### Naczelnicy Miasta
| Lp. | Imię i nazwisko       | Daty sprawowania urzędu | Informacje dodatkowe                                                    |
| --- | --------------------- | ----------------------- | ----------------------------------------------------------------------- |
| 154 | Jan Kulig             | 1973–1977               | Po raz drugi (poprzednio jako Przewodniczący Miejskiej Rady Narodowej). |
| 155 | Stanisław Łuczkiewicz | 1977–1980               |                                                                         |
| 156 | Zbigniew Krajewski    | 1980–1981               |                                                                         |
| 157 | Edward Matuszek       | 1981–1990               |                                                                         |
| 158 | Ryszard Mazur         | 1990                    |                                                                         |

### Burmistrzowie od 1990 roku
| Lp. | Imię i nazwisko       | Daty sprawowania urzędu | Informacje dodatkowe                                                  |
| --- | --------------------- | ----------------------- | --------------------------------------------------------------------- |
| 159 | Jan Olbrycht          | 1990–1998               | W 1994 roku został wybrany na drugą kadencję.                         |
| 160 | Bogdan Ficek          | 1998–2010               | W 2002 roku został wybrany na drugą kadencję, w 2006 roku na trzecią. |
| 161 | Mieczysław Szczurek   | 2010–2014               |                                                                       |
| 162 | Ryszard Macura        | 2014–2018               |                                                                       |
| 163 | Gabriela Staszkiewicz | 2018–                   | W 2024 roku została wybrana na drugą kadencję.                        |